# ایزدیان در ارمنستان

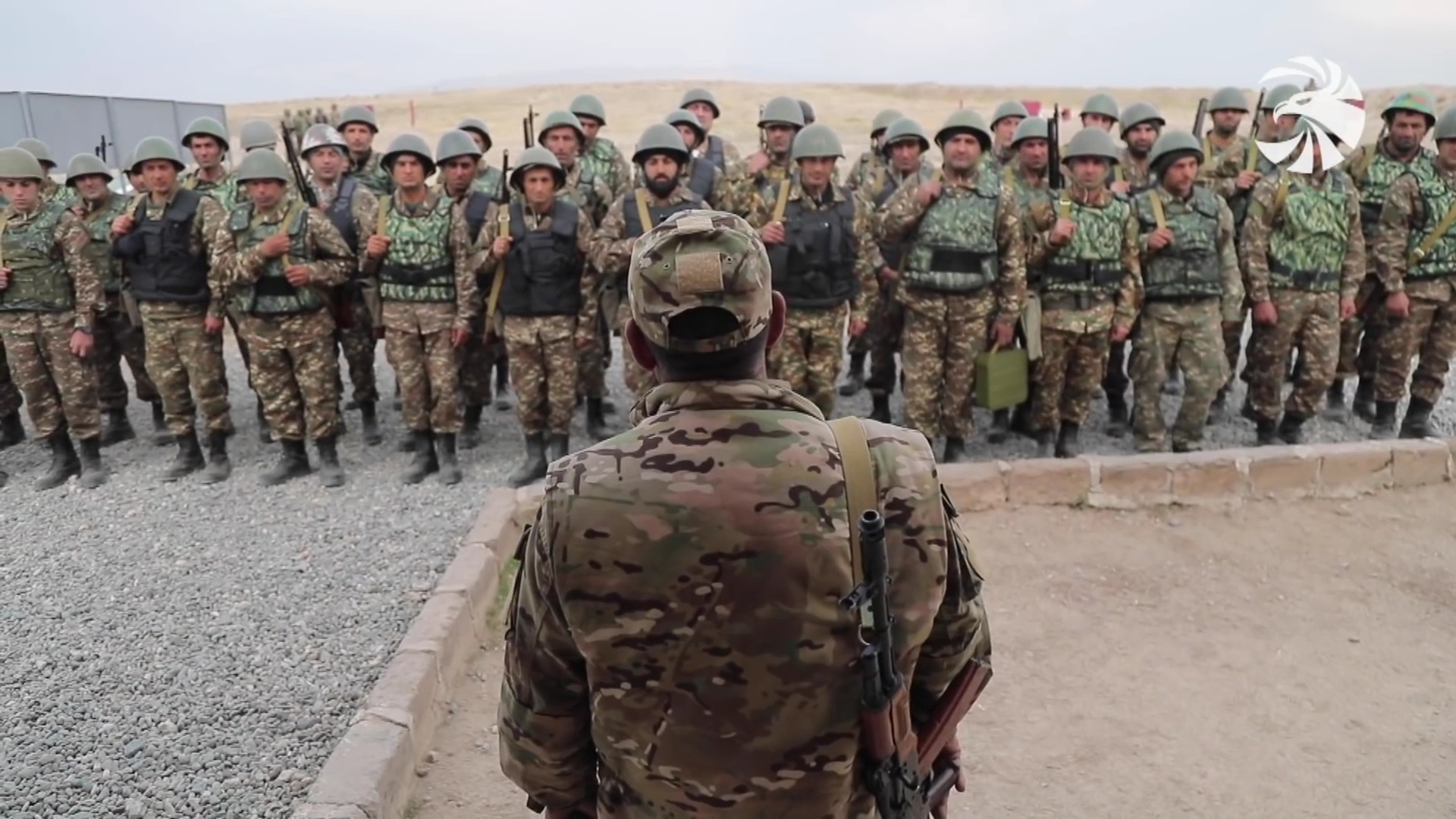
حضور داوطلبانه ایزدیان ارمنستان در جنگ دوم قره‌باغ

ایزدیان در ارمنستان، بزرگترین اقلیت دینی در جمهوری ارمنستان می‌باشند. حدود سی و پنج هزار ایزدی در ارمنستان زندگی می‌کنند که اکثراً در جریان تبعید و کوچ اجباری ارمنی‌ها از ارمنستان غربی در اوایل قرن بیستم و همراه با ارامنه وارد ارمنستان شرقی شدند.
بزرگترین معبد ایزدی‌های جهان در آکنالیج در استان آرماویر ارمنستان ساخته شده‌است. در ساخت این معبد جدید از مرمر ایرانی استفاده شده و قرار است تا پایان سال آینده میلادی ساخت آن تکمیل شود.
۲۲ اقامتگاه روستایی در جمهوری ارمنستان دارای اکثریت ایزدی می‌باشند. بزرگترین روستایی ایزدی نشین در ارمنستان ورین آرتاشات در استان آرارات می‌باشد با جمعیتی بالغ بر ۴٬۲۷۰ تن

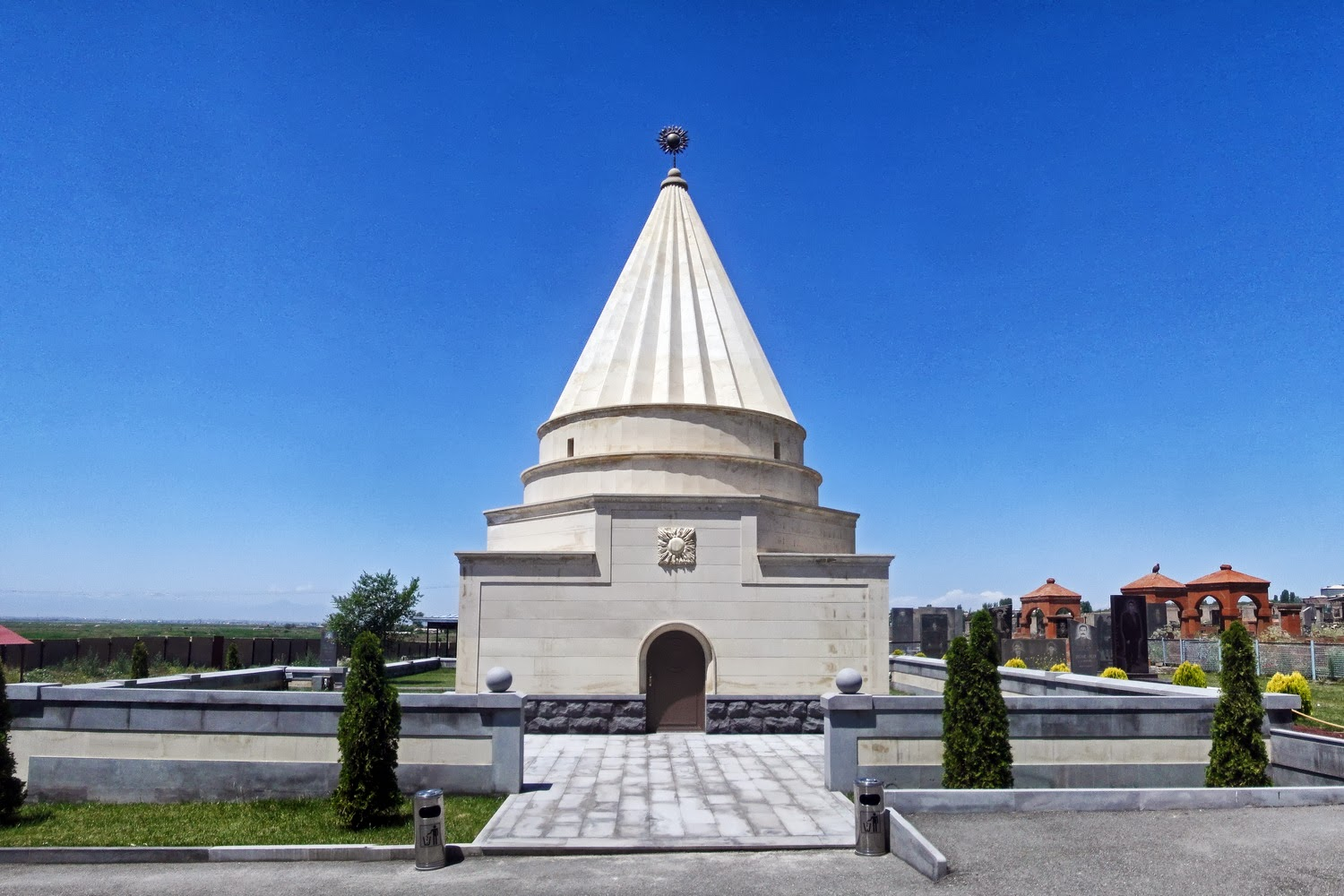
بزرگترین معبد ایزدی‌های جهان در آکنالیج در استان آرماویر ارمنستان

## برخی از مشاهیر ایزدی ارمنستان
- رومن آمویان
- امین اودال
- عرب شامیلوف
- فریک پولادبکف
- جلیل جلیل
- کایرام سلویان